# Trigonostemon magnificus
Trigonostemon magnificus är en törelväxtart som beskrevs av R.I.Milne. Trigonostemon magnificus ingår i släktet Trigonostemon och familjen törelväxter. Inga underarter finns listade i Catalogue of Life.